# Rumisberg
Rumisberg är en ort och kommun i distriktet Oberaargau i kantonen Bern, Schweiz. Kommunen har 495 invånare (2023).